# Endymion
Pour les articles homonymes, voir Endymion (homonymie).

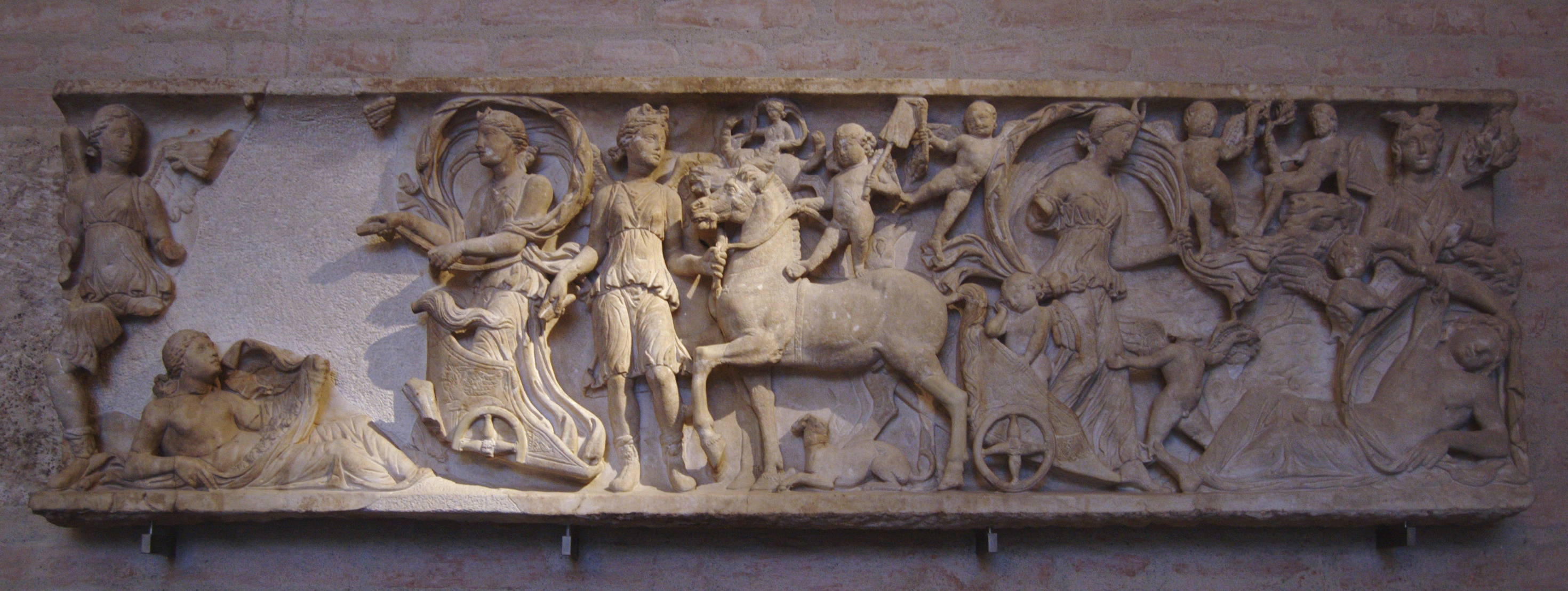
Séléné et Endymion sur le mont Latmos. Sarcophage romain, vers 180, glyptothèque de Munich.

Dans la mythologie grecque, Endymion (en grec ancien Ἐνδυμίων / Endumíōn) est un simple berger ou un roi d'Élide, selon les versions. Il est surtout connu pour être l'un des amants de Séléné, déesse de la Lune.

## Mythe

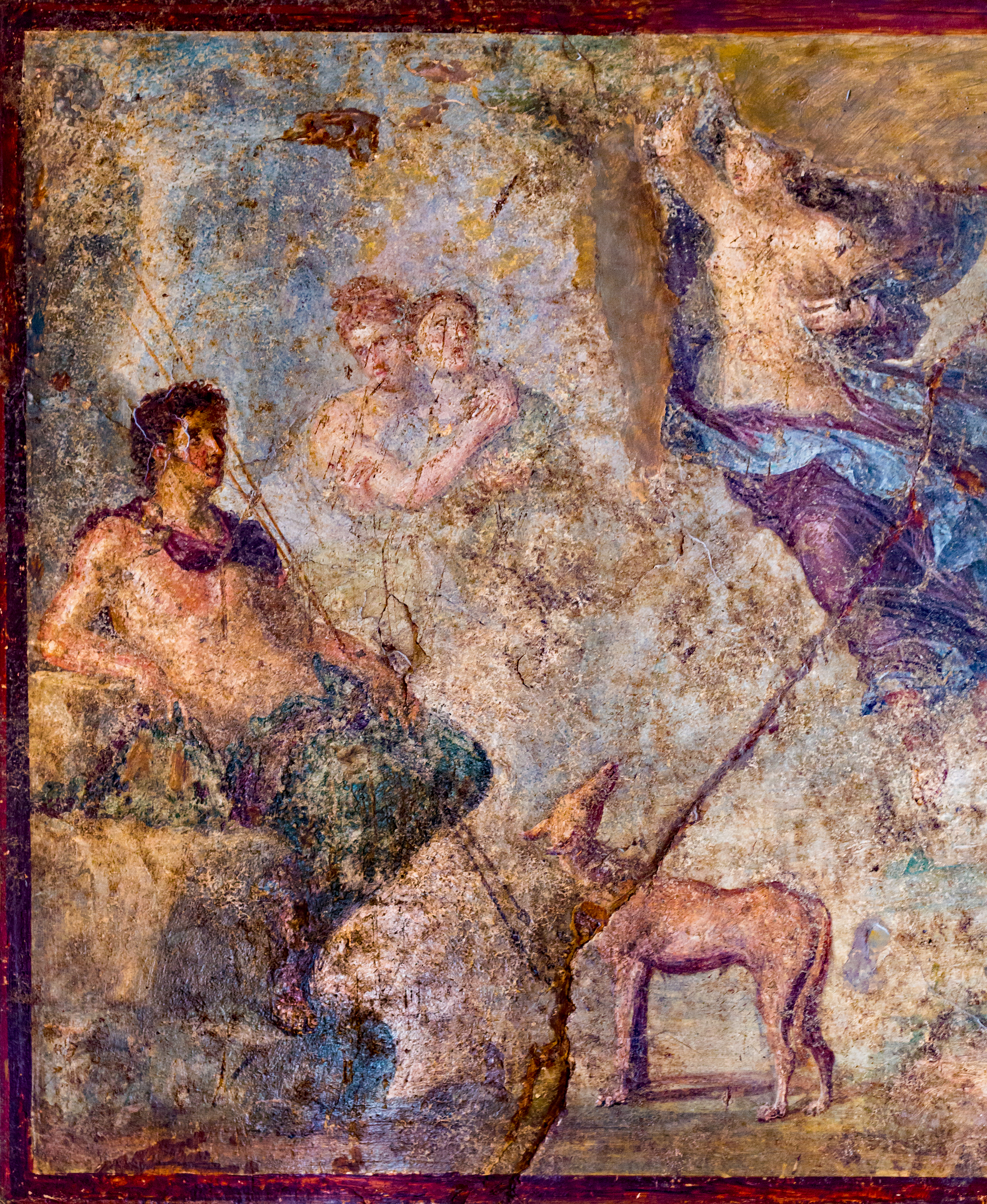
Séléné et Endymion. Fresque antique de Pompéi.

Il est le fils d'Éthlios, premier souverain d'Élide, et de Calycé ; d'autres versions en font un fils de Zeus. Il a trois fils : Étolos, Péon et Épéios. Il choisit son héritier parmi ces trois en les soumettant à une course à pied qu'Épéios remporte. Il passe aussi pour le père de Narcisse.
Il est l'amant de Séléné (Luna, chez les Latins), dont il a cinquante filles rattachées au calendrier de la Grèce antique. Elles présidaient aux cinquante mois du calendrier lunaire qui séparaient deux sessions de Jeux olympiques.
La tombe d'Endymion se trouve à Olympie. Selon certaines traditions, Séléné obtient pour lui qu'il conserve sa beauté dans un sommeil éternel, dans une grotte du mont Latmos, en Carie.
Selon une version minoritaire, Endymion est élevé par Zeus dans l'Olympe, où il s'éprend d'Héra. Furieux, le roi des dieux le jette dans les Enfers, ou encore le punit par un sommeil sans fin.

## Interprétation symbolique
La lune, dit-on, venait le caresser, parce que l'inconstance des idées, dont la lune est le symbole, flatte et charme notre imagination amoureuse du changement. On l'appelle le dormeur éternel, parce que l'homme qui passe sa vie à rêver d'un bonheur chimérique est véritablement enseveli dans un continuel sommeil de l'âme.
En grec, « Endymion » signifie "celui qui plonge dans l'ouest".
Le nom « Endymion » est dérivé du mot grec ancien "endyma", qui signifie "vêtement de nuit".
Le nom « Endymion » est donc associé à l'idée de dormir ou de plonger dans un sommeil profond ; la référence à l'ouest peut être liée au fait que la grotte où Endymion dormait était située à l'ouest de la Grèce ; ou tout simplement au fait que l'astre solaire se couche à l'horizon ouest, au ponant, laissant alors place à la nuit, et notamment à la Lune et au sommeil du juste.

## Postérité littéraire
Le mythe d'Endymion connaît une grande fortune littéraire grâce à sa richesse symbolique.
Il inspire à Michael Drayton son Endimion and Phoebe (1595). Dans ce poème, Endymion est un jeune berger qui s'est voué à Phœbé[Laquelle ?] . Celle-ci est également éprise de lui, et se présente comme une simple nymphe pour lui avouer ses sentiments. Endymion la repousse, arguant de son engagement au service de Séléné. Après qu'elle est partie, il regrette de l'avoir éconduite et s'endort au clair de lune en soupirant. Phœbé[Laquelle ?] le visite pendant son sommeil ; à son réveil, il lui fait part de ses sentiments. C'est au tour de Phœbé[Laquelle ?] de l'éconduire. Finalement, elle lui avoue sa véritable identité et annonce son intention de l'élever dans l'Olympe.
Le 17 mai 1731, a été représentée pour la première fois par l'Académie royale de musique : Endymion, pastorale héroïque en cinq actes, sur un livret de Fontenelle et une musique de Colin de Blamont.
Le motif du déguisement de Luna (Séléné), par lequel la déesse essaie de détourner son protégé de son propre culte, est repris par le poète John Keats dans son Endymion (1818). Ici, la feinte est double : dans le premier livre, Luna visite Endymion dans ses rêves sous le nom de Cynthia. Le jeune homme en tombe amoureux et se lance dans une quête pour la retrouver. Dans le quatrième livre, elle revêt la forme d'une jeune Indienne et finit par vaincre les résistances du jeune homme, qui abandonne son vœu pour l'amour de la déesse. La déesse se manifeste finalement sous sa véritable identité, et pardonne à Endymion sa « trahison » pour faire de lui son consort immortel. Le poème a été interprété comme une allégorie néo-platonicienne, représentant la quête humaine de l'idéal.
Rainer Maria Rilke a écrit un poème à propos d'Endymion, à Paris, le 15 juillet 1909, publié dans les Nouveaux poèmes.
Le poète grec Constantin Cavafy a consacré à Endymion un poème intitulé Sur une statue d'Endymion, qui fait le court récit d'une visite à son sanctuaire, à Latmos.
Léon Cathlin a publié un recueil de poèmes intitulé Le Sommeil d'Endymion, illustré par Albert Decaris en 1934, aux éditions Le Fuseau chargé de Laine.
Marguerite Yourcenar lui a consacré un des poèmes de son recueil Les charités d'Alcippe, qui puise abondamment dans la mythologie grecque.
Endymion est également le fiancé de la fille de la déesse de la Lune, la princesse Serenity, dans le manga Sailor Moon de 1992.
Le poème de Keats de 1818 a inspiré l'auteur américain de science-fiction Dan Simmons, pour l'un des personnages de ses Cantos d'Hypérion. Dans un univers futuriste, Raul Endymion y est un berger choisi pour accompagner Énée, entité divine, dans sa quête, et devenir son amant.
Endymion est le troisième roman du cycle d’Hypérion, dans lequel la reprise du personnage, en manière de double hommage, occupe les deux derniers volumes : Endymion (1995) et L'Éveil d'Endymion (The Rise Of Endymion, 1997).

## Représentations artistiques

### Représentations antiques
Chez les Romains, le mythe de Séléné et Endymion se retrouve fréquemment sur des sarcophages de l'époque chrétienne et représente l'espoir d'une vie après la mort.

Endymion dans la sculpture
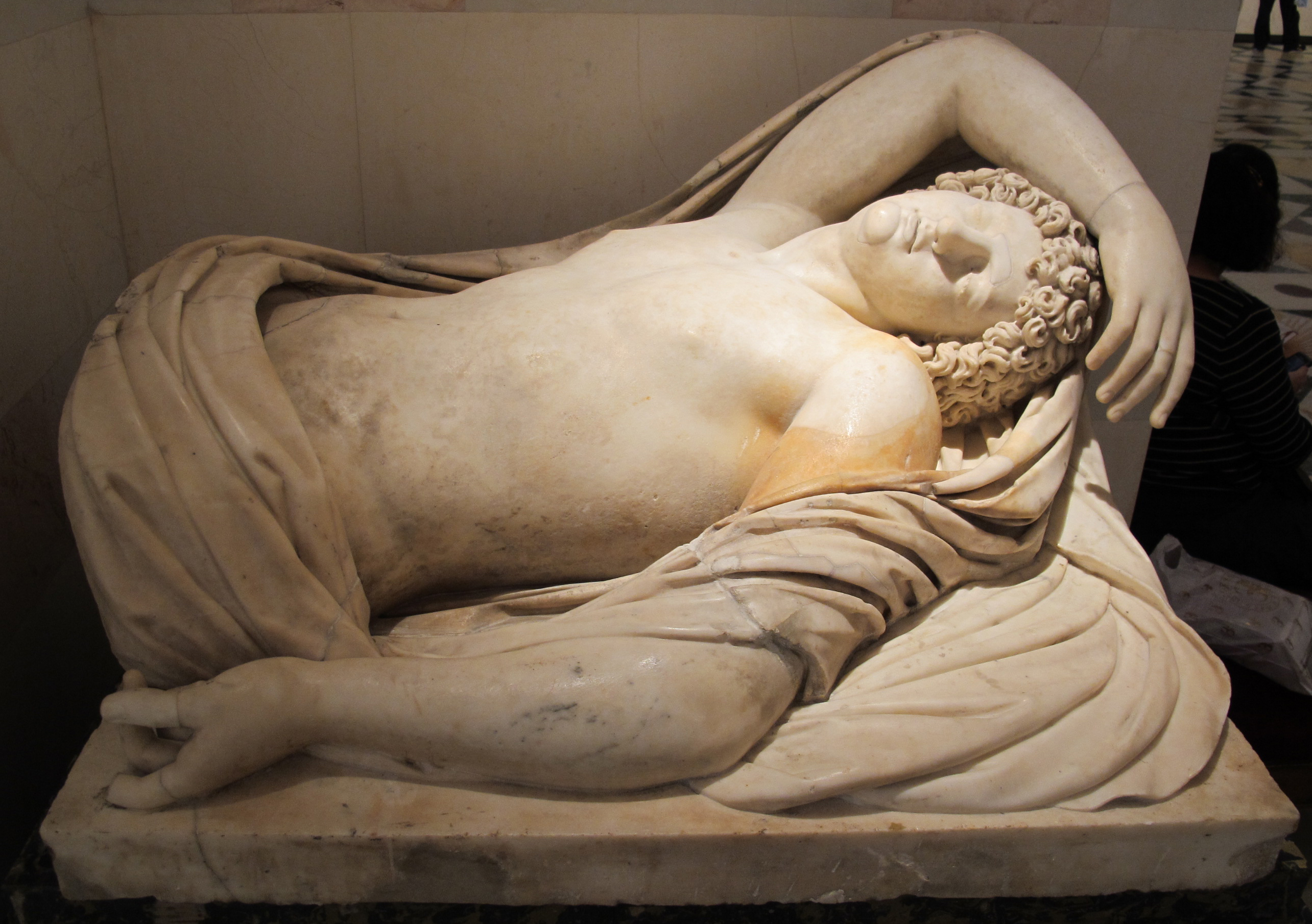
Endymion dormant, copie romaine d'un original grec du IIe siècle av. J.-C. (Saint-Pétersbourg, musée de l'Ermitage).
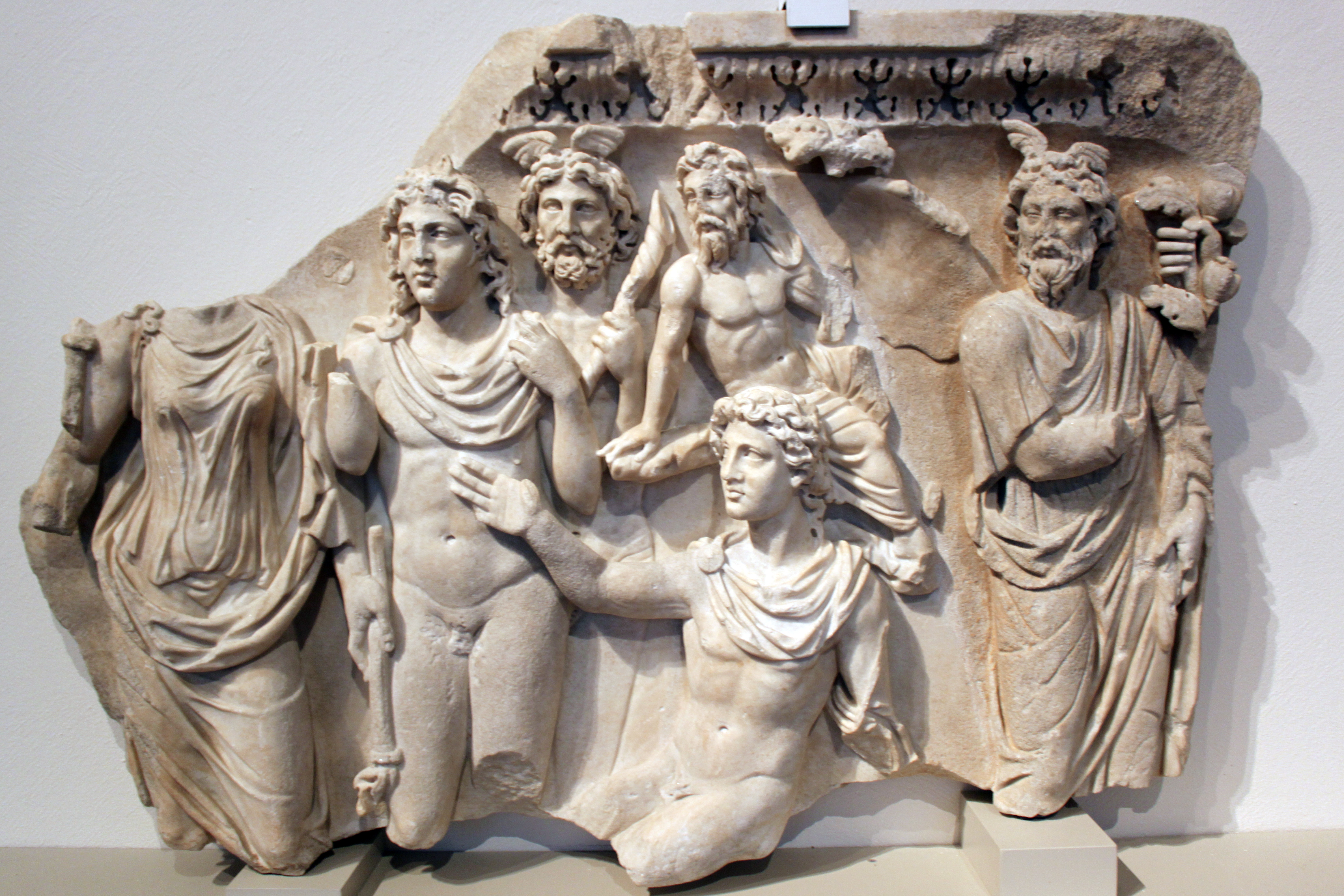
Endymion recevant la déesse lunaire Séléné, fragment de sarcophage, IIe siècle av. J.-C. (Berlin, Altes Museum).
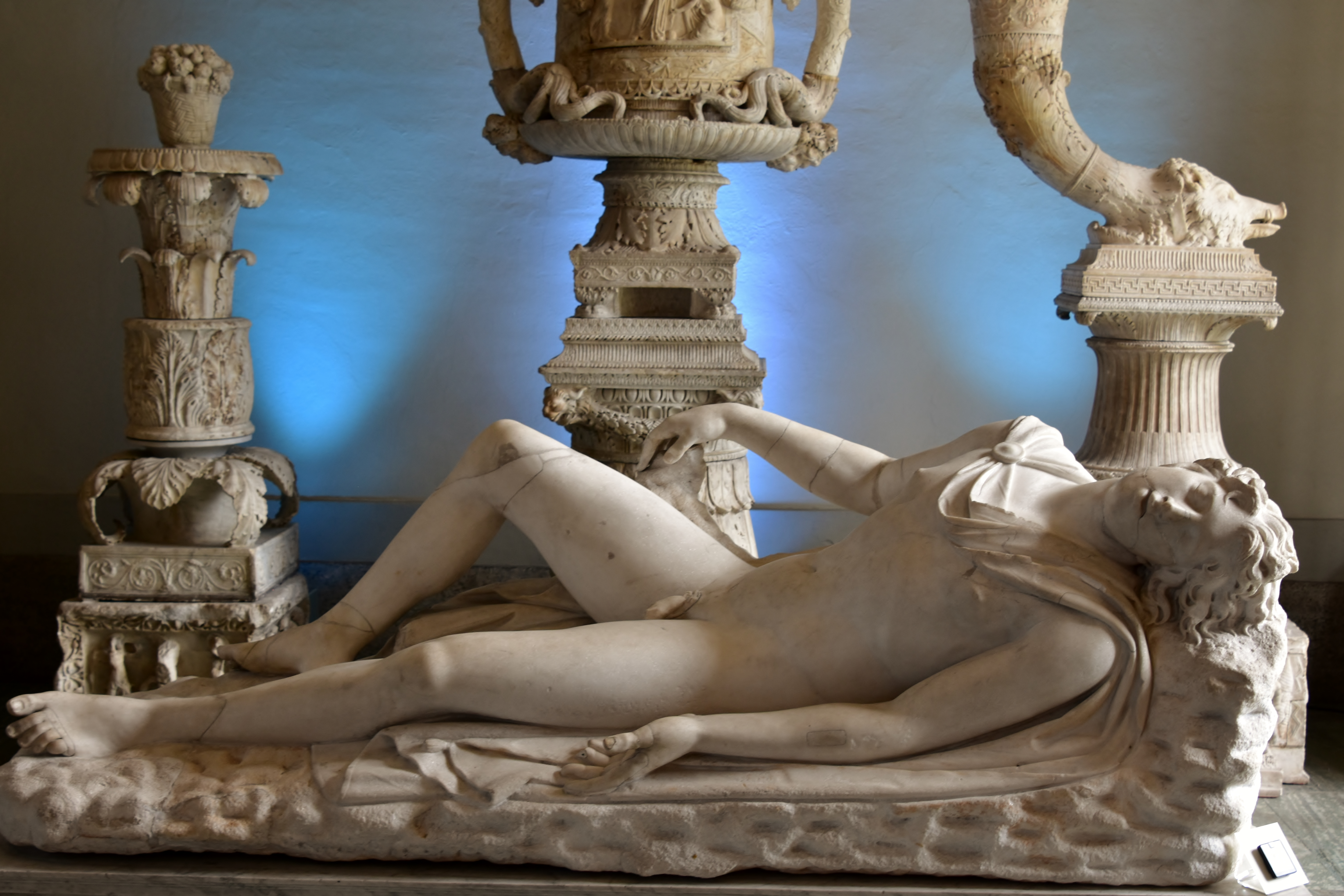
Statue d'Endymion (vers 140), musée des antiquités Gustave-III, palais royal de Stockholm.

### Représentations modernes
Le mythe d'Endymion constitue une source d'inspiration fréquente pour les peintres occidentaux. Parmi les représentations classiques, on peut citer celle de Cima da Conegliano (vers 1510, musée de Parme) ou Pier Francesco Mola (vers 1660, Rome, Pinacothèque capitoline). Carrache représente également la scène dans une fresque du palais Farnèse, à Rome, vers 1595-1600 : Phœbé embrasse le jeune homme endormi. Son interprétation du mythe sert de modèle à de nombreux artistes des XVIe et XVIIe siècles, comme le Domenichino au palais Giustiniani à Bassano di Sutri[Où ?] ou Franceschini au palais de la Podestà à Gênes. Au contraire, Poussin choisit en 1632 de représenter le jeune homme pleinement éveillé, à genoux devant la déesse.
Bien que le mythe d'Endymion n'avait jamais été associé à la chaste Artémis, déesse grecque associée à la Lune moins directement que Séléné (pleine Lune) voire Hécate (nouvelle Lune), la déesse au croissant, Diane chasseresse (équivalente romaine d'Artémis), sera rattachée, à la Renaissance, au mythe d'Endymion. Vers 1660 puis en 1722, ou encore entre 1819 et 1822, un décorateur anonyme puis le Vénitien Giambattista Pittoni, et enfin Jérôme-Martin Langlois, successivement, peignent ainsi des Diane et Endymion, voire Endymion et Diane (conduits par l'amour) pour Konrad Eberhard, ou Artémis et Endymion par Alfred de Curzon.
La représentation « moderne » la plus connue est sans doute celle d'Anne-Louis Girodet, peinte en 1791, conservée à Paris, au musée du Louvre, et connue sous le titre du Sommeil d'Endymion. Le pâtre est représenté endormi dans une posture lascive avec un modelé tout en courbe, sans musculature visible, ce qui était contraire à l'académisme de l'époque. Séléné n'est présente que sous la forme d'un éclairage blafard dont un rayon vient effleurer la bouche du sujet. Ce tableau marque une transition entre le style néo-classique et le romantisme en gestation.

Endymion dans la peinture
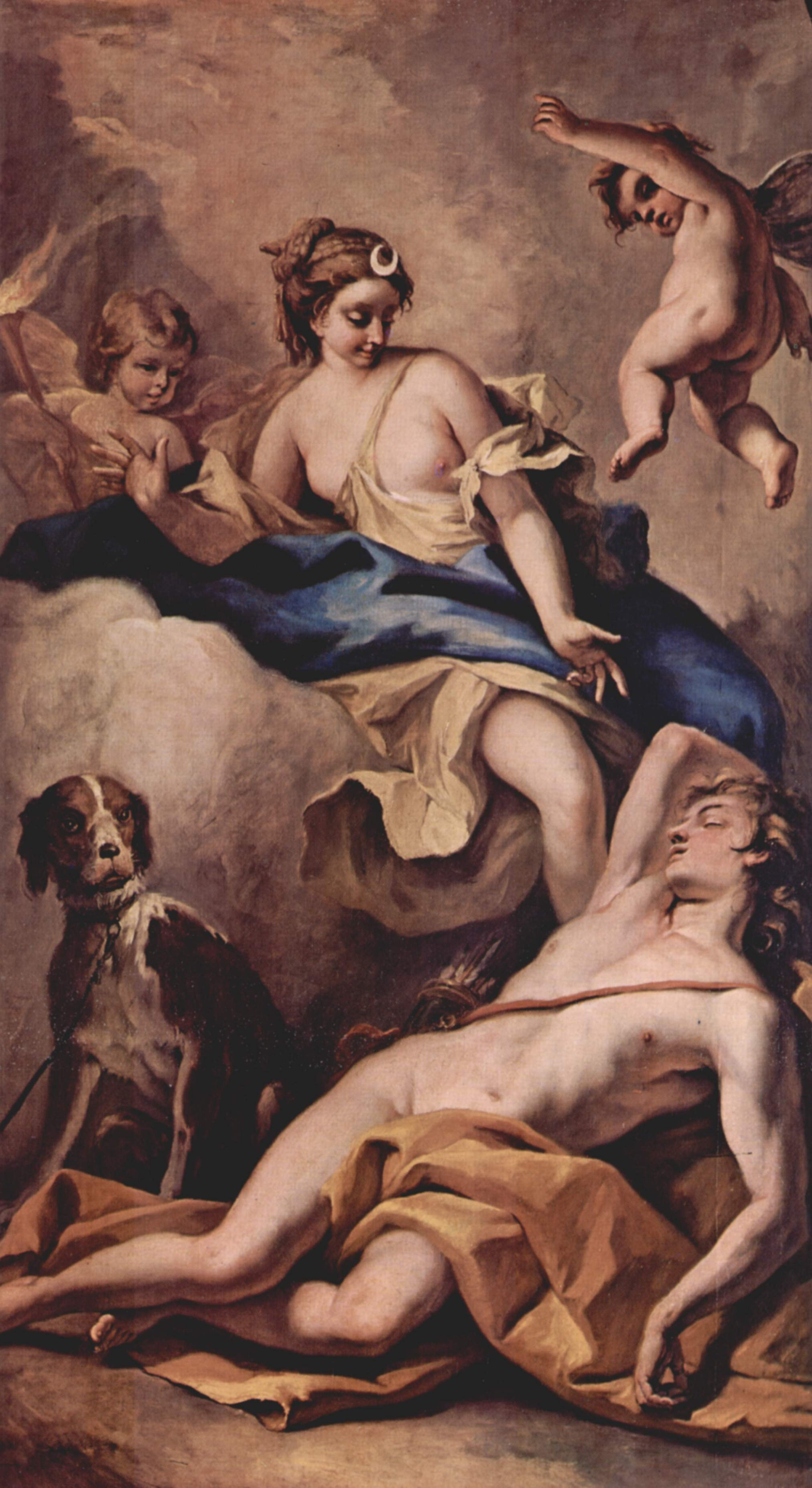
Sebastiano Ricci, Séléné et Endymion (1713), Chiswick House.
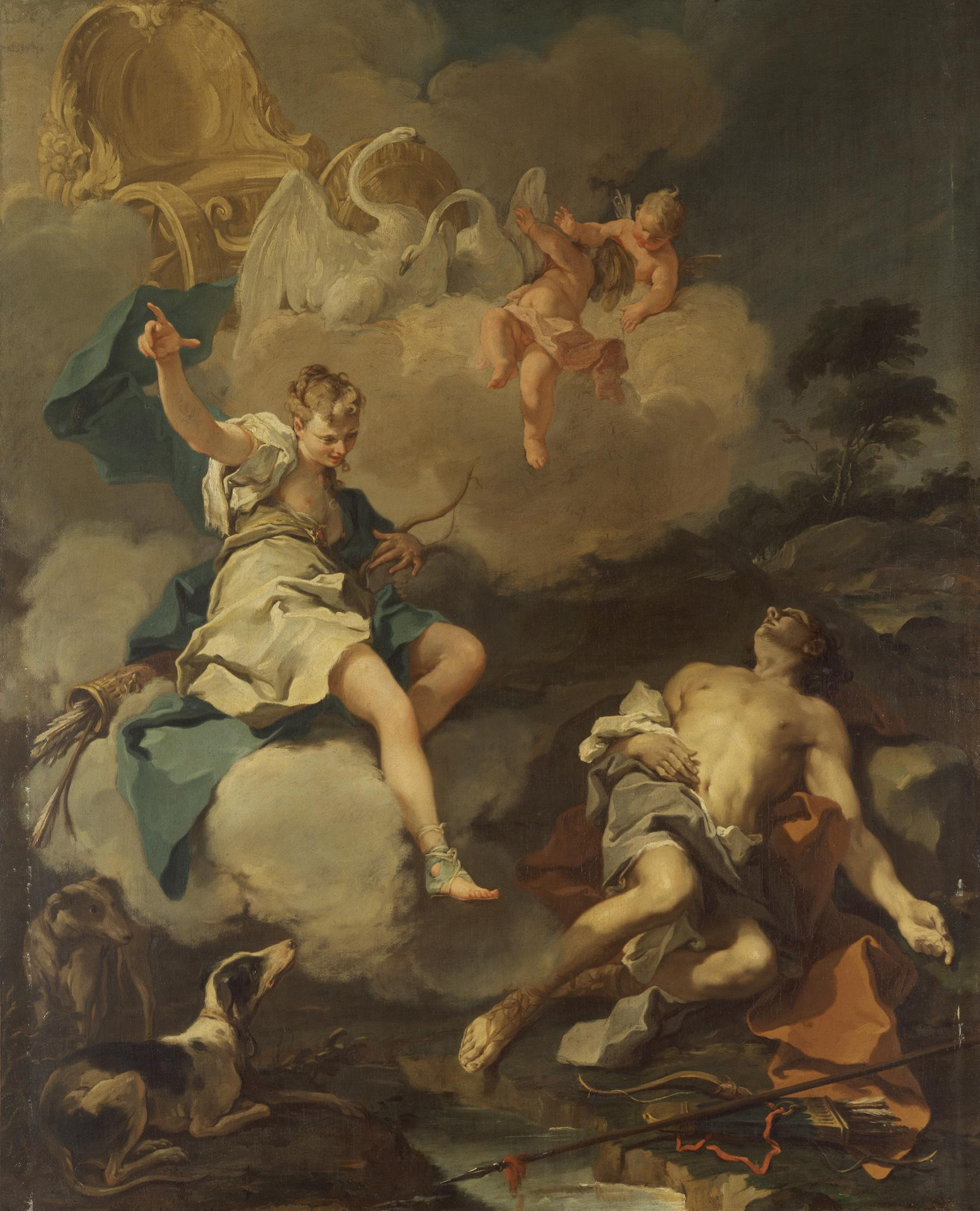
Giambattista Pittoni, Diane et Endymion (1722), Saint-Pétersbourg, musée de l'Ermitage.
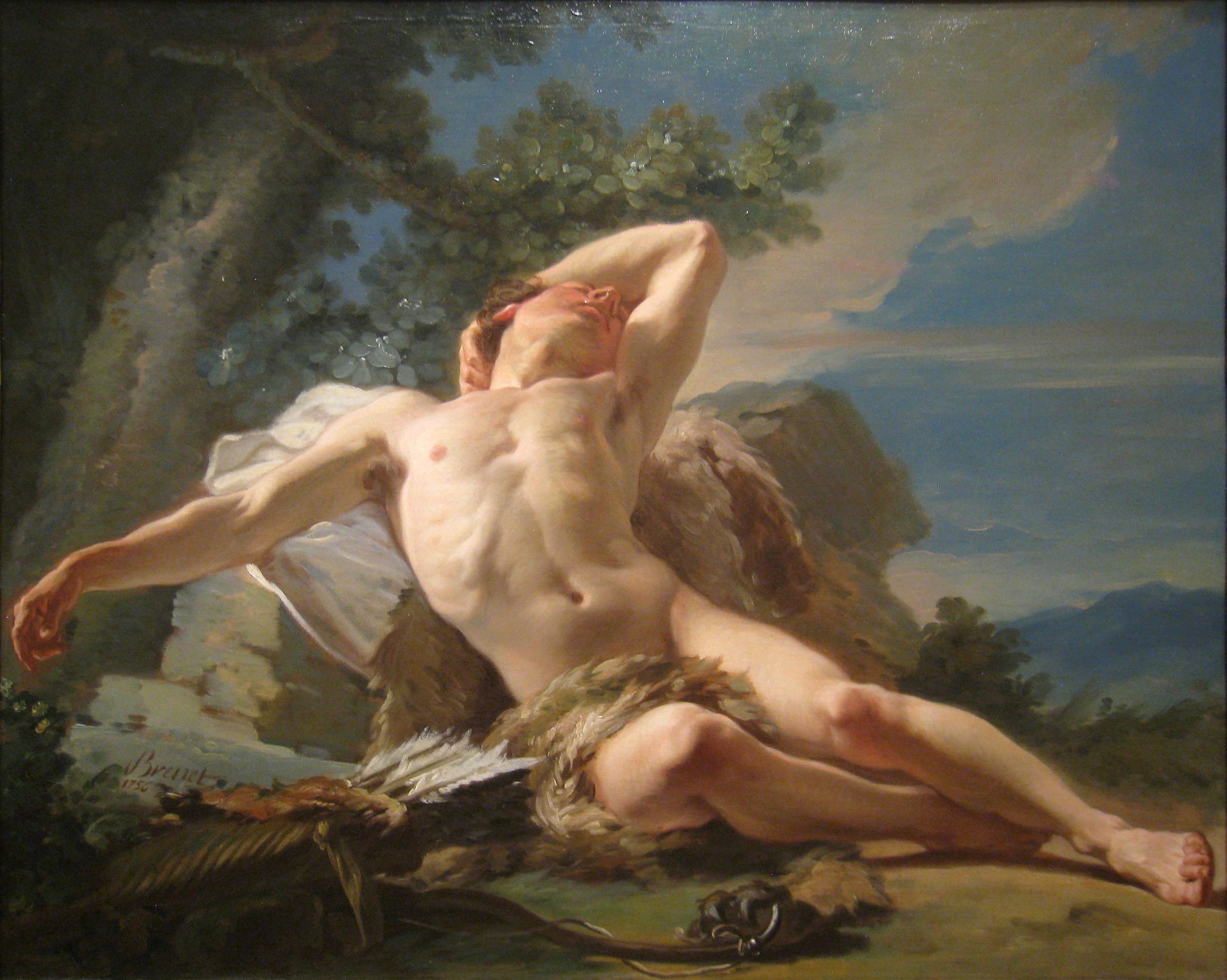
Nicolas Guy Brenet, Endymion dormant (1756), Worcester Art Museum.
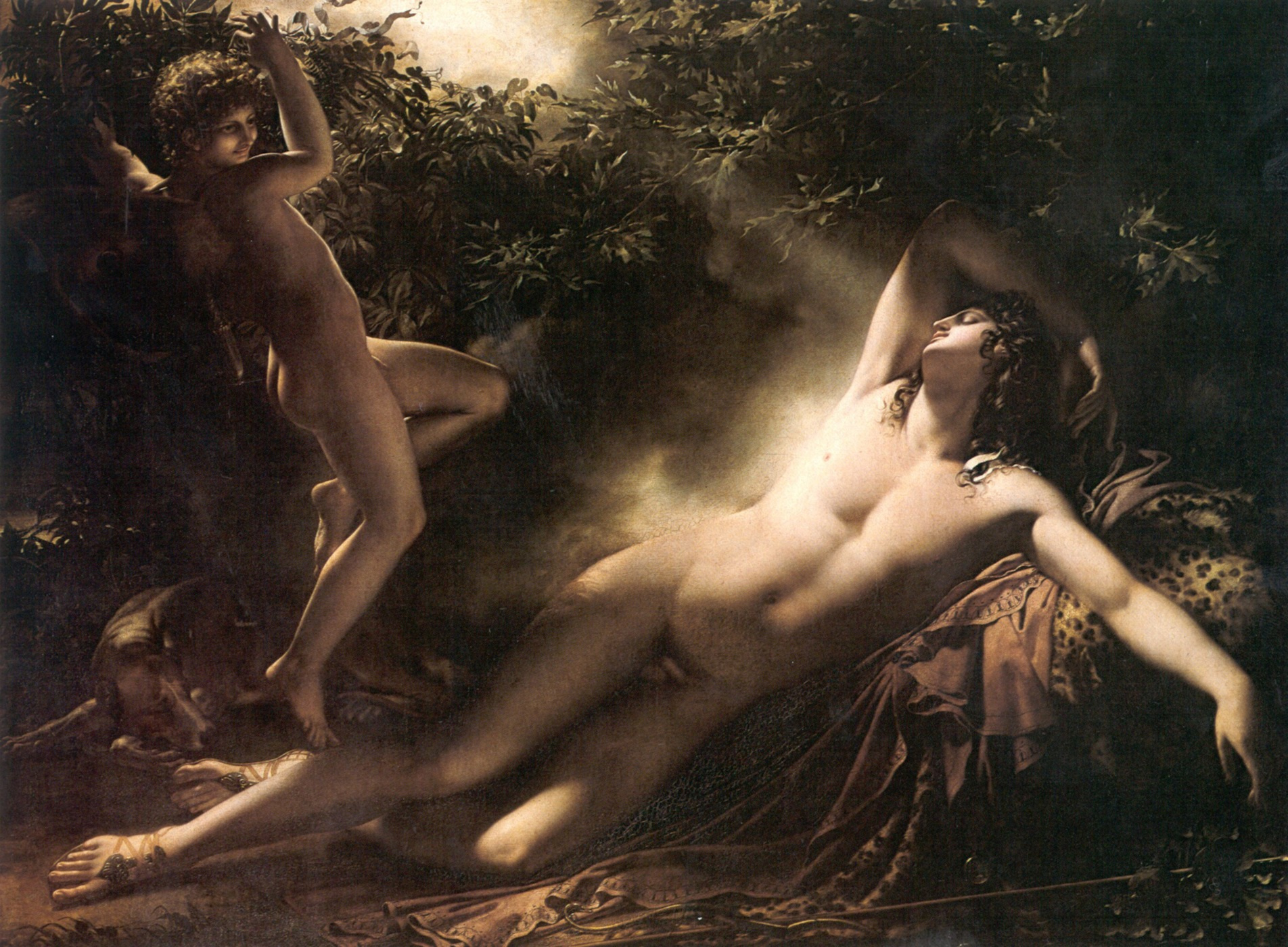
Anne-Louis Girodet, Le Sommeil d'Endymion (1791), Paris, musée du Louvre.
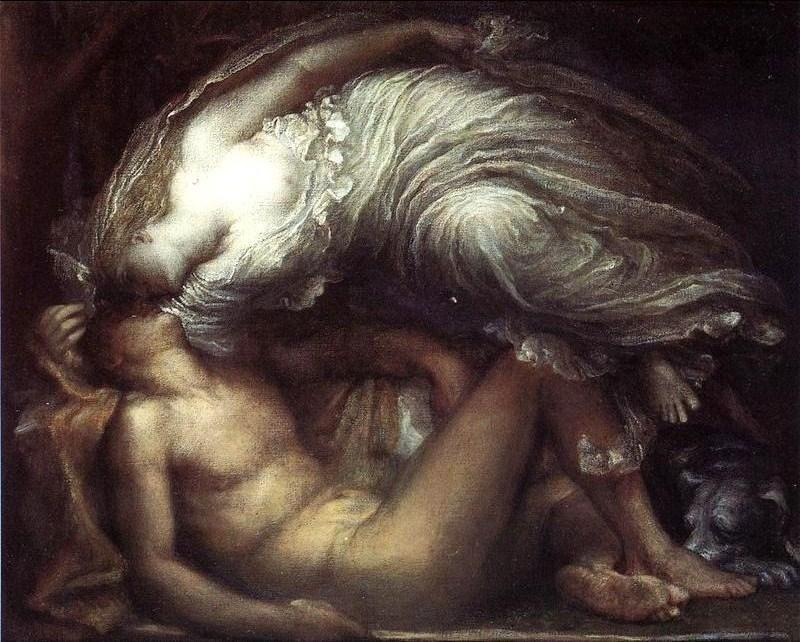
George Frederic Watts, Endymion (1872), localisation inconnue.

## En musique
- Marc-Antoine Charpentier, Les Amours de Diane et d'Endimion, H. 502, tragédie-pastorale, livret de Gabriel Gilbert (1681)[12].

- François Colin de Blamont, Endymion, opéra  en 5 actes, sur un livret de Bernard Le Bouyer de Fontenelle, première en 1731 par l'académie royale de musique.

- Niccolò Piccinni, Diane et Endymion, opéra créé à Paris en 1784.

- Hector Berlioz, Les Troyens. Au quatrième acte, dans le duo Didon-Énée dont le texte est inspiré d'un passage du "Marchand de Venise" de Shakespeare, Énée chante "La pudique Diane laissa tomber enfin son voile diaphane aux yeux d’Endymion".

## En botanique
Hyacinthoides non-scripta peut aussi être nommée Endymion :
- Endymion non-scriptus, (L.) Garcke ;
- Endymion nutans, Dumort ;
- Scilla non-scripta, (L.) Hoffmanns. & Link.

### Étymologie
- Hyacinthoides non-scripta : de Hyacinthe, personnification du printemps tué puis transformé en fleurs par Apollon ; et du latin non-scriptus : sans marque (sur les feuilles).
- Endymion nutans : de Endymion, berger plongé par Zeus dans un sommeil perpétuel (rappelle l'aspect endormi de la plante) ; et du latin nutans : penché.

### Remarque
Hyacinthoides non-scripta a pu être considérée comme ayant deux sous-espèces. La première était Hyacinthoides non-scripta subsp. non-scripta, la jacinthe des bois à proprement parler. La seconde était Hyacinthoides non-scripta subsp. hispanica, c'est-à-dire la scille d'Espagne.
Ce classement ne semble plus être d'actualité.

## En astronomie
- Endymion, cratère lunaire ; nom donné en 1935 par l'Union astronomique internationale[14].
- (342) Endymion, astéroïde[15].

## Dans la culture contemporaine
Endymion fait aussi son apparition dans le manga Sailor Moon, sous l'identité de Mamoru Chiba ou Tuxedo Mask, roi de la Terre et époux de Neo Queen Serenity, autrement appelée Sailor Moon (1992 supra).